# Christuskirche (Rübeland)

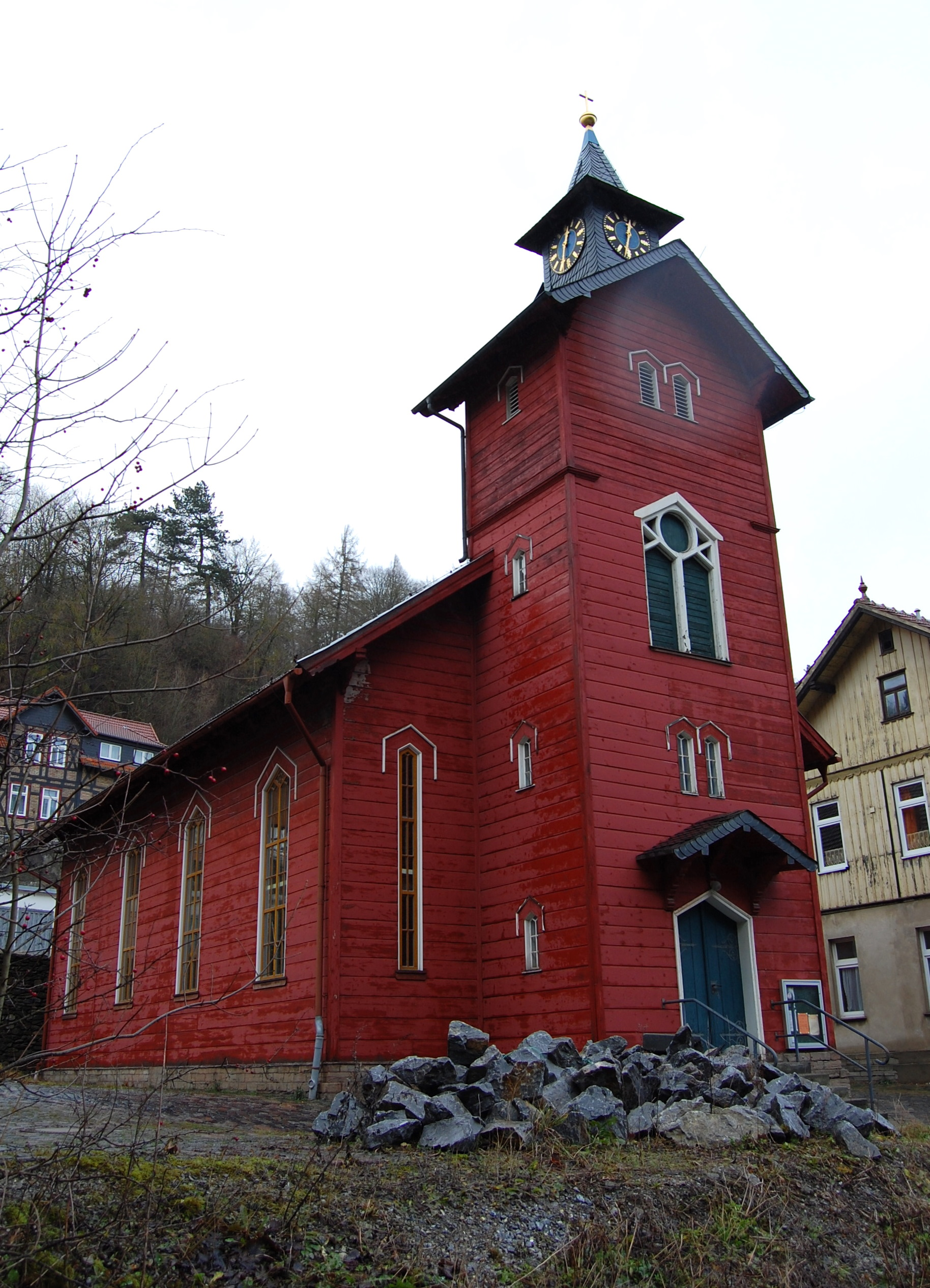
Dorfkirche Rübeland

Die Christuskirche Rübeland ist die evangelische Kirche des zur Stadt Oberharz am Brocken gehörenden Ortsteils Höhlenort Rübeland im Harz in Sachsen-Anhalt. Die Kirche gehört zur Evangelisch-lutherischen Landeskirche in Braunschweig.
Die kleine rot gestrichene Saalkirche wurde 1868 fertiggestellt und steht direkt am Hang. Es handelt sich um eine für den Harz typische Holzkirche. Östlich des rechteckigen Kirchenschiffs befindet sich ein Kirchturm mit quadratischem Grundriss. Im Jahr 1905 wurde die Kirche nach Osten verlängert.
Das Kircheninnere ist schlicht. Es besteht eine dreiseitige Empore.